# Universitat de Bonn
La Rheinische Friedrich-Wilhelms-Universität és el nom complet de la universitat de Bonn (Alemanya). És la més gran, i una de les més prestigioses Universitats del país. El seu rector actual és Jürgen Fohrmann. En el semestre de l'estiu del 2005, la Universitat tenia al voltant de 30.000 estudiants inclosos 5.000 estrangers. És el primer generador d'ocupació de la ciutat. D'ella depèn el Jardí Botànic de Bonn.

## Professors cèlebres
- Friedrich Wilhelm August Argelander (1799 - 1875), Astronomia
- Josef Ratzinger, Teologia
- Karl Barth, Teologia
- Bruno Bauer, Teologia
- Friedrich Christian Diez, Filologia
- Ludwig Erhard
- Felix Hausdorff, Matemàtiques
- Heinrich Rudolf Hertz, Física
- Johann Wilhelm Hittorf, Física
- Friederich August Kekulé, Química
- August Wilhelm von Schlegel, Literatura
- Otto Wallach, Química

## Estudiants cèlebres
- Konrad Adenauer (polític i antic canceller allemany), dret
- Joseph Goebbels (nazi), història de l'art, filosofia, germanista
- Heinrich Heine (escriptor), dret
- Karl Marx, dret
- Friedrich Nietzsche (escriptor i filòsof), teologia i filosofia
- Robert Schuman (polític francès), dret
- Guillem II (emperador)
- Thomas Mann (escriptor)
- Don Zagier, matemàtiques
- Albert de Saxònia-Coburg Gotha (príncep)
- Max Bruch (compositor)
- Heinrich Brüning (polític)
- Cristià IX de Dinamarca (rei)
- Max Ernst (artista)
- Frederic III de Prússia (rei)
- Jürgen Habermas (filòsof)
- Moises Hess (escriptor i filòsof)
- Heinrich Lübke (polític)
- Ingrid Noll (escriptora)
- August Schleicher (lingüista)
- Robert Schuman (polític)
- Karlheinz Stockhausen (compositor)
- Karl Weierstrass (matemàtic)
- Oskar Kaul (musicòleg)